# Photon du continuum Lyman
 (décembre 2013).
Si vous disposez d'ouvrages ou d'articles de référence ou si vous connaissez des sites web de qualité traitant du thème abordé ici, merci de compléter l'article en donnant les références utiles à sa vérifiabilité et en les liant à la section « Notes et références ».
Les photons du continuum Lyman (photons (du) LyC, du Lyc ou photons (du) Ly en abrégé) sont un type de photons émis par les étoiles. Les atomes d'hydrogène peuvent s'ioniser par absorption d'un photon du continuum Lyman. Les photons du Lyc sont situés dans la portion ultraviolette du spectre électromagnétique de l'atome d'hydrogène. Ils sont aussi à la limite de la série de Lyman, avec des longueurs d'onde inférieures à 91,126 7 nanomètres, ce qui équivaut à des énergies supérieures à 13,6 électrons-volts.